# I Wanna Talk 2 U
"I Wanna Talk 2 U" je pjesma pjevača Johna Calea s albuma Shifty Adventures in Nookie Wood. Objavljena je 6. srpnja 2012. Pjesma je prvi singl s tog albuma, a napisali su je i producirali John Cale i Danger Mouse.